# Mincinosul
Mincinosul (italiană/venețiană: Il bugiardo) este o piesă de teatru de Carlo Goldoni din 1750. Este o comedie în trei acte. Este inspirată de comedia omonimă a lui Pierre Corneille care este inspirată foarte mult de Verdad sospechosa (Adevărul îndoielnic) de Juan Ruiz de Alarcón.

## Prezentare
Fiul lui Pantalone, negustorul venețian onest, Lelio Bisognosi, mincinosul, este un om tânăr strălucit umblat prin lume. Timp de douăzeci de ani a trăit la un unchi în Napoli, apoi a revenit în orașul său natal împreună cu servitorul său Arlecchino. Aici, are ocazia de se a întâlni cu fetele Dr.-ului Balanzoni, Rosaura și Beatrice, în timp ce, în lipsa tatălui, acestea se bucură pe terasa casei de serenada unui admirator necunoscut. Autorul serenadei este Florindo, student și chiriaș al doctorului, care o iubește cu timiditate pe Rosaura, fără a  îndrăzni să-și dezvăluie sentimentele. Lelio nu ratează șansa apărută: el se prezintă fetelor sub masca unui marchiz bogat și pretinde că el este autorul serenadei, fără a dezvălui de care din cele două ar fi îndrăgostit. Dar, de dragul artei "invențiilor spirituale", Lelio se complace în a se descrie în diferite minciuni, nu fără consecințe nedorite...

## Personaje
- Doctorul Balanzoni, din Bologna, medic în Veneția
- Rosaura, fiica sa
- Beatrice, fiica sa
- Colombina, slujnica lor
- Ottavio, Cavaler de Padova, iubitul Beatricei
- Florindo, din Bologna, un student la medicină care locuiește în casa doctorului Balanzoni; iubitor timid al Rosaurei
- Brighella, confidentul său
- Pantalone, negustor venețian
- Lelio, mincinosul, fiul lui Pantalone
- Arlecchino, slujitorul lui Lelio
- Un vizitiu napolitană
- Un tânăr comerciant
- Un poștaș
- O femeie cântând
- Muzicieni
- Barcagiul unei peota[2]
- Gondolieri

## Ecranizări
- Mincinosul, teatru TV din 1995, regia Tudor Mărăscu, cu Horațiu Mălăele, Florin Zamfirescu[3][4]